# Cas Reace

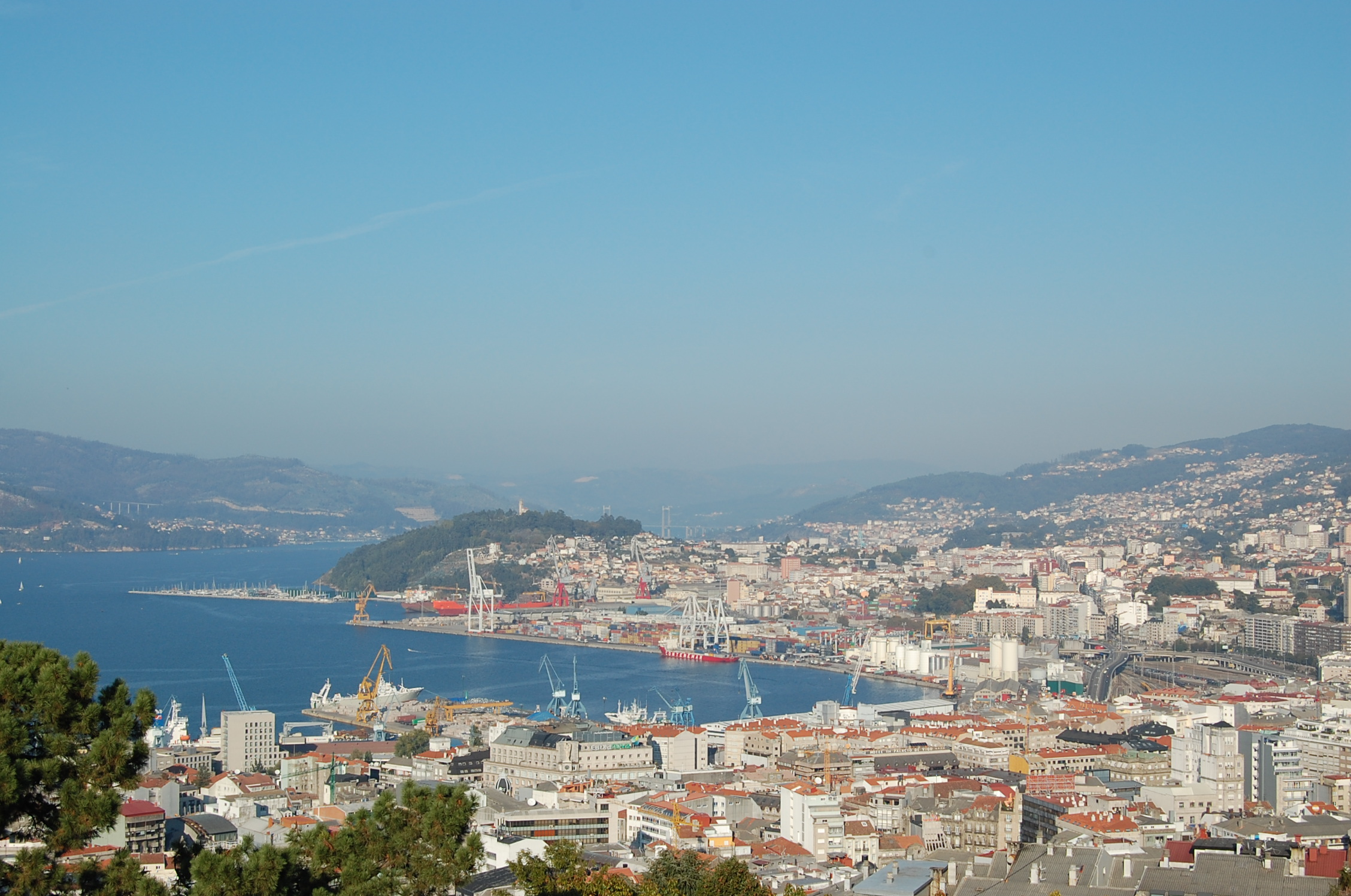
La ciutat de Vigo, amb la zona de Guixar al centre.

El Cas Reace va ser un escàndol que va esquitxar el març de 1972 a l'empresa Reace (Refineries d'Oli del Nord d'Espanya, S.A.), situada a Guixar (Vigo), a causa de la desaparició de 4.036.052 kg d'oli d'oliva, propietat de la Comissaria General de Proveïments i Transports (CAT), valorats en 167.615.172 pessetes. L'empresa Reace va ser fundada a la localitat de Pontevedra de Redondela, per la qual cosa l'assumpte també es coneix com el cas de l'oli de Redondela. Al voltant d'aquest assumpte es van produir diverses morts estranyes de persones implicades, la qual cosa va accentuar l'interès públic pel cas, incrementat per la presència en el Consell d'Administració de Reace de Nicolás Franco Bahamonde, germà de Francisco Franco.

## Inici de la Trama
Reace va ser fundada en 1956 per Rodrigo Alonso Fariña, persona de gran rellevància social a Galícia, que en l'època en la qual es va descobrir el frau era president del Real Club Cèltic de Vigo. El 1968 el president i conseller delegat era Isidro Suárez Díaz-Morís, encara que Rodrigo Alonso continuava formant part del consell d'administració. Altres membres del consell d'administració eren Rodrigo Alonso Seoane, Nicolás Franco Bahamonde —germà de Francisco Franco—, que en la data del judici era l'ambaixador d'Espanya a Portugal, Jorge Alonso de la Rosa i Alfredo Román Pérez.
L'empresa es dedicava a emmagatzemar productes oleics en les seves sitges de Guixar, des que es van construir en 1964. Entre 1966 i 1972, la Comissaria General de Proveïments i Transports (CAT), dependent del Govern, llogava les seves instal·lacions per a guardar subministraments d'oli d'oliva en les seves sitges, i així poder intervenir en els preus del mercat.
CAT llogava les sitges de Reace per emmagatzemar-hi l'oli en dipòsits degudament precintats, de manera que els dipositaris no en podien disposar. No obstant això, l'empresa trencava els precintes i comerciava amb l'oli propietat de CAT, venent-lo privadament a les conserveres de Vigo i obtenint grans beneficis, que es repartien entre alguns dels seus administradors. Tot això es feia amb la confiança que CAT mai reclamaria una quantitat superior a la que seguia conservant als dipòsits. Quan el 25 de març de 1972 CAT va decidir retirar una quantitat d'oli superior a la que quedava als dipòsits, es va descobrir el frau. Com que no es va trobar oli suficient als seus dipòsits, Reace no va poder complir amb la devolució que exigia CAT, iniciant-se així l'escàndol.

## La denúncia i la recerca judicial
El Director Gerent de la Companyia, José María Romero González, es va veure obligat a denunciar el frau als jutjats de Vigo perquè no disposava de l'oli reclamat. Això va donar lloc a una recerca judicial, que es va instruir com a sumari 43/1972, i de la qual es van fer càrrec el Jutge d'Instrucció de Vigo, Julián San Segundo, i el llavors Fiscal Cap de l'Audiència Provincial de Pontevedra, Cándido Conde-Pumpido Ferreiro. En iniciar-se la recerca per delictes de falsificació i malversació de cabals públics, es va comprovar l'estat dels dipòsits i es va constatar la desaparició de més de quatre mil tones d'oli.
Al mes de juliol de 1972, un dels socis majoritaris de Reace, el President de la Companyia, Isidro Suárez, va ser detingut en un tren rumb a Bilbao, quan es donava a la fugida. En adonar-se que havia de ser detingut, va llançar per la finestreta del tren un paquet contenint una gran quantitat de diners en efectiu, així com divises, fruit dels guanys il·legals obtinguts amb la venda fraudulenta de l'oli, i del qual Isidro Suárez s'havia apoderat per emportar-se'l a l'estranger. Després d'una investigació recorrent les vies, el paquet contenint els diners va ser recuperat per la policia. Isidro Suárez havia ordenat a José María Romero omplir els tancs amb aigua per intentar ocultar el frau, cosa que no es va arribar a realitzar, ja que resultaria inútil, ja que la comprovació del contingut dels dipòsits podia realitzar-se amb un calibrador que detectés la densitat del líquid.
El 30 de setembre de 1972, el Director Gerent de la Companyia, José María Romero, molt conegut a Vigo per la vida social intensa i despeses que realitzava en diversos establiments públics, va aparèixer mort al seu domicili de Sevilla, on s'havia instal·lat dies abans, juntament amb la seva dona i una de les seves filles, suposadament per suïcidi. El jutge del cas va rebre dies després una carta, de José María Romero, en què declarava que la seva mort i la de la seva família era un suïcidi. Alguns experts van posar en dubte aquesta hipòtesi, perquè van considerar que la carta no s'assemblava, ni per extensió ni pel to, a la d'un suïcida.

## El judici a l'Audiència Provincial de Pontevedra

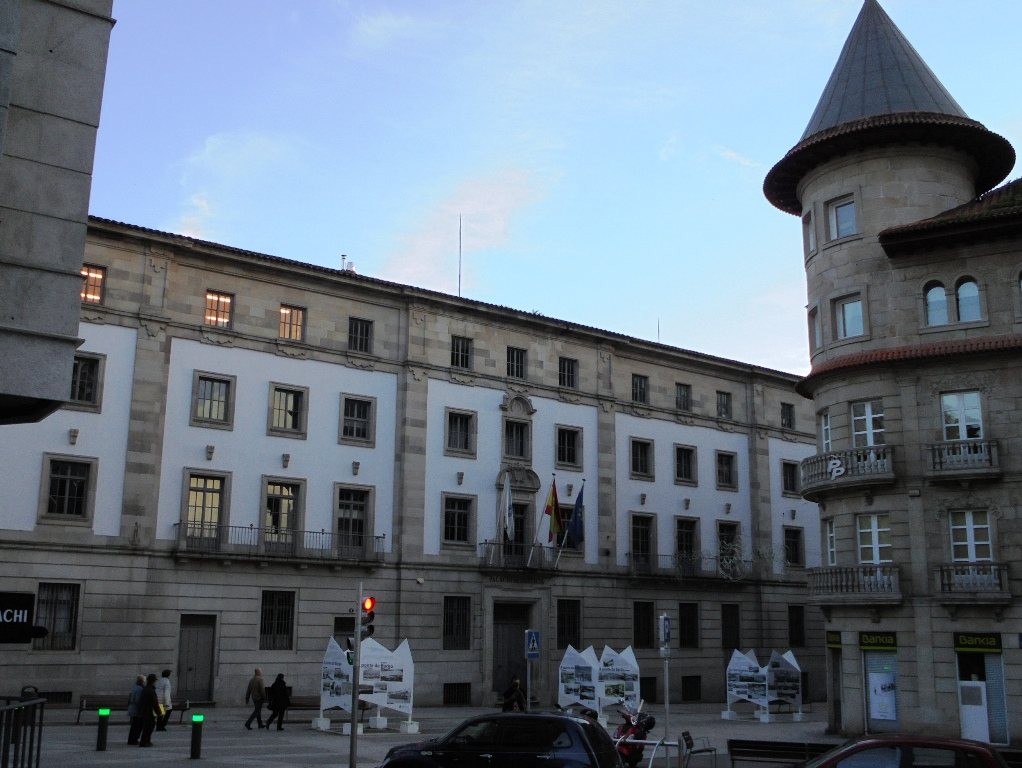
Palau de Justícia de Pontevedra, seu de l'Audiència Provincial.

El 21 d'octubre de 1974 va començar el judici a la secció primera de l'Audiència Provincial de Pontevedra, amb una gran expectació mediàtica. El tribunal estava presidit pel President de l'Audiència Mariano Rajoy Sobredo —pare de Mariano Rajoy Brey—, i ho completaven els magistrats Celestino Prego i Manuel Landeiro. Sostenia l'acusació pública el Fiscal Cap de l'Audiència Provincial de Pontevedra, Cándido Conde-Pumpido Ferreiro —pare de Cándido Conde-Pumpido Tourón.
Un dels advocats del cas va ser José María Gil-Robles, en una de les seves primeres aparicions públiques a Espanya després del seu retorn de l'exili, que va posar especial interès a destacar la implicació en el cas de l'administrador de la societat Nicolás Franco Bahamonde, encara que aquest no havia estat processat. També van intervenir com a advocats defensors els coneguts penalistes José María Stampa Braun i Gonzalo Rodríguez Mourullo.

### L'acusació
El diari ABC del 25 d'octubre de 1974, va relatar així l'acusació del cas: "Amb la Sala abarrotada i al passadís més d'un centenar de persones que no hi van tenir accés, aquest matí ha continuat el judici de Reace. L'acte es va iniciar amb l'informe del fiscal don Cándido Conde-Pumpido Ferreiro que, en qualitat de fiscal en cap de l'Audiència Provincial de Pontevedra, va entendre des dels primers moments en les diligències del sumari. Durant una hora i tres quarts va analitzar amb tot deteniment i minuciositat la participació que els tres processats van tenir en els fets objecte d'acusació, rebatent tots i cadascun dels possibles arguments que les defenses invocarien en el moment oportú a favor dels seus patrocinats. Va dir que algunes referències sobre el cas havien estat espectaculars i s'allunyaven de la realitat. Va assenyalar que no era fàcil conèixer el destí dels diners i va al·ludir José María Romero González, que es va suïcidar a Sevilla, que va denominar «boc expiatori», «perquè els morts tenen les espatlles amples i no poden parlar».
Va citar les cartes que va redactar abans de suïcidar-se, en què especificava que el principal culpable era Alonso Fariña, a qui Romero consultava algunes gestions tot i que aquest ja no fos president de Reace. Va subratllar que la CAT era escrupolosa quant a la vigilància de l'oli, i en relació amb García Canal va dir que en la seva actuació hi havia imprudència, però no dol. Al final del seu informe, va sol·licitar que es condemnés els processats a les penes que havia recomanat en les conclusions elevades a definitives, i que són: per a Alonso Fariña, quinze anys de reclusió menor per un delicte de malversació, i tres mesos d'arrest major i una multa de 250.000 pessetes per un delicte de suborn; per a Román Pérez, dotze anys i un dia de reclusió menor per un delicte de malversació, i tres mesos d'arrest major i una multa de 250.000 pessetes per un delicte de suborn; i per a García Canal, tres anys de presó menor per un delicte de falsedat imprudent, una multa de 100.000.000 de pessetes per un delicte de malversació, i tres mesos d'arrest major i una multa de 300.000 pessetes per suborn. També va sol·licitar que Alonso Fariña i Román Pérez abonessin a la Comissaria d'Abastiments i Transport una indemnització de 167.615.172 pessetes que, supletòriament, haurà de satisfer també García Canal, i de la qual respondrà subsidiàriament Reace, i també subsidiàriament Frigorífics de Barcelona fins al límit de 56.000.000 de pessetes.
A continuació, l'advocat de l'Estat, el senyor Tomás Santoro, en nom de la Comissaria d'Abastiments i Transports, va iniciar el seu informe. Aquest informe, també molt detallat i minuciós, es va centrar a aprofundir en els mateixos arguments i teories que el fiscal per sostenir l'acusació dels tres encartats i de les dues empreses responsables civils. Va sol·licitar per als processats les mateixes penes i indemnitzacions que el fiscal, amb l'excepció que va elevar el límit de la responsabilitat civil de Frigorífics de Barcelona a 59.944.988 pessetes, i va xifrar la quantitat d'oli sostret en més de quatre milions de quilograms, valorats en 170 milions de pessetes.

## La sentència
A la sentència judicial, Rodrigo Alonso Fariña, fundador de Reace, considerat principal responsable i beneficiari del frau, va ser condemnat a 12 anys de presó i a pagar, per responsabilitat civil, 167 milions de pessetes. Aleshores, el President de la Companyia, Isidro Suárez, havia mort a la presó, quan s'estava dutxant, segons la versió oficial per asfíxia en produir-se una fuita de gas.
Alfredo Román Pérez, comptable i secretari del Consell d'Administració, va ser condemnat a 4 anys de presó, mentre que Miguel Ángel García Canals, funcionari de la Comissaria de Proveïments i Transports, va ser condemnat a suspensió i multa. Aquest funcionari era el responsable de vigilar l'estat dels dipòsits i els precintes per evitar la sostracció de l'oli, però no ho va fer a canvi de la percepció d'una gratificació periòdica de Reace de 5.000 pessetes mensuals, des del 3 d'abril de 1968 fins a l'1 de març de 1972.

## Efectes posteriors
L'any 2011, els tancs de l'empresa van ser enderrocats i reconvertits en ferralla.

## El cas Reace al cinema
El 1987 el cas Reace va ser portat al cinema a la pel·lícula Redondela de la mà del director català Pedro Costa Musté. No obstant això, aquesta pel·lícula, més que sobre el conjunt del cas, se centra en la intervenció de Gil Robles com a advocat.